# Thérèse Aouad Basbous
Thérèse Aouad (ou Awad) Basbous, née en 1934 à Bhersaf et décédée en juin 2020 au Liban,, est une écrivaine, poétesse, dramaturge et romancière libanaise,.

## Liste des oeuvres

### Théâtre
- 1983 : Clair-Obscur
- 1994 : H2O
- 1994 : Seuls comme l'eau
- 1994 : La Coïncidence
- 1996 : la Nonne et le téléphone
- 2000 : Pour un homme seul, ed. L'Harmattan. Mis en scène en 2001 par Pierangelo Summa, avec Georges Hachem[5].

### Romans
- 1996 : Mon Roman
- 2001 : Hermano était son nom, ed. L'Harmattan, 2001[6].